# Identidade nacional

## Identidade nacional

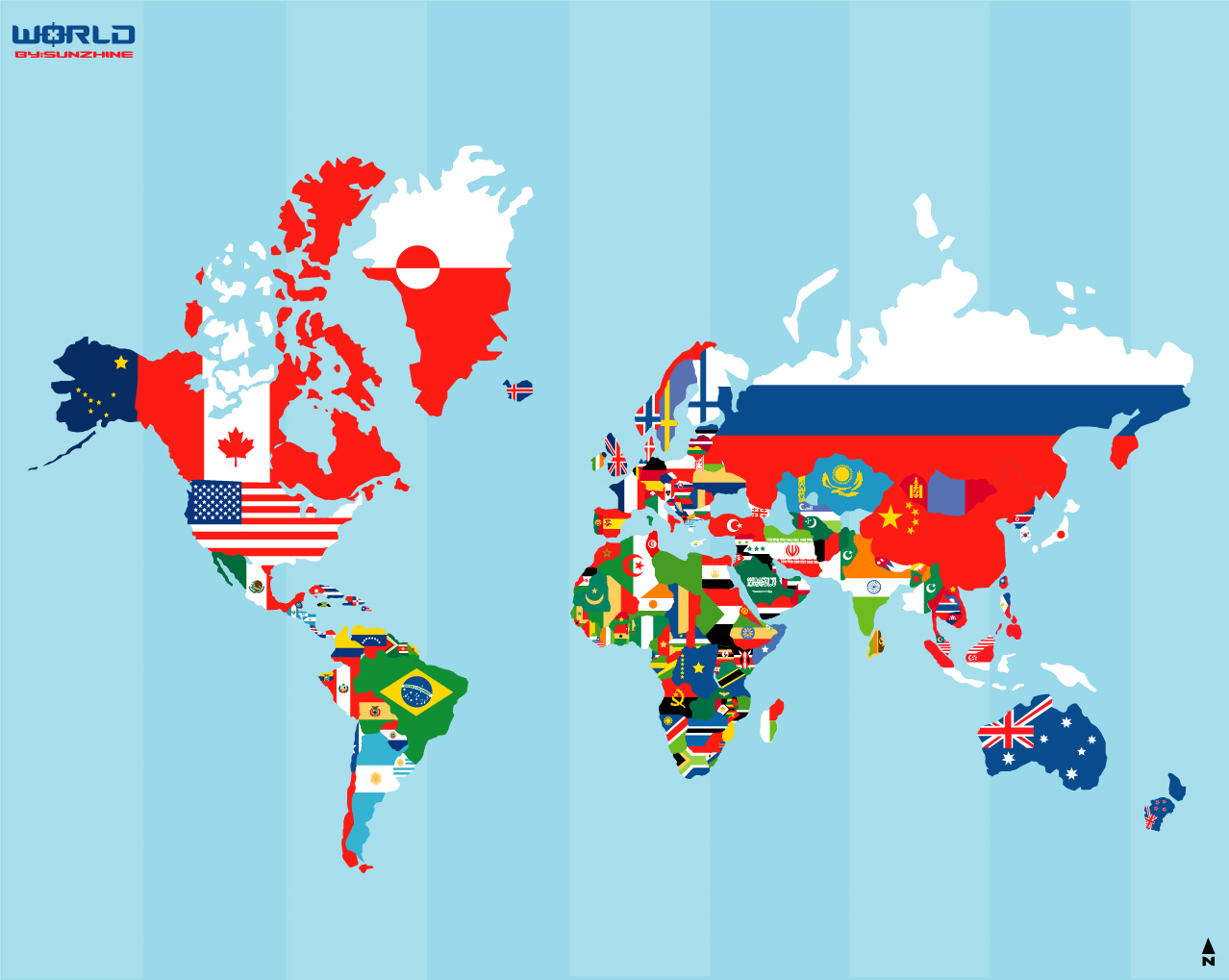

Identidade nacional é uma concepção que indica a condição social de um indivíduo e que sintetiza um conjunto de sentimentos que o fazem se sentir identificado e parte integrante de uma ou mais nações e com suas culturas. O conceito em si é fruto da modernidade, começa a ser definido a partir do século XVIII e se consolida no século XIX, tanto nos países europeus quanto no restante do mundo
Ela é construída por meio de uma autodescrição da cultura patrimonial de uma sociedade, que se pode apresentar a partir de uma consciência de unidade identitária ou como forma de alteridade, buscando demonstrar a diferença com relação à população de outros países. Isso, em nível das estruturas sociais, das manifestações culturais (baseados na língua, nos hábitos e dos valores, modelos de virtudes nacionais, na série de heróis, nos monumentos, no folclore, na paisagem típica) nos seu símbolos nacionais (no hino, na bandeira, etc.), mas também numa ideia de um passado comum.

A figura do Tio Sam foi muito veiculada pelo exército estado-unidense durante a Primeira Guerra Mundial justamente para fortalecer a identidade do país nesse período.

Segundo José Luiz Fiorin, há dois princípios que regem as culturas, princípios esses, que se definem pela exclusão e pela participação. A exclusão se manifesta por meio da triagem e segregação dos indivíduos, já a participação promove a heterogeneidade e a expansão cultural.
O convívio social promove a assimilação da identidade do grupo, além de sua veiculação pela mídia, tradições e mitologia. Identidades são criações, por isso são frágeis, suscetíveis a distorções, simplificações e interpretações variando entre os indivíduos e naturalmente entre os próprios estudiosos sobre o tema.

## Fatores de integração nacional
A identidade nacional está interligada com a noção de nação, que alguns autores associam com o nacionalismo. No entanto, António de Sousa Lara, em 2004, os diferencia da seguinte forma: "o sentimento nacional exprime a consciência de um povo que é sujeito da história e o nacionalismo que foi e continua a ser a exploração política desse sentimento".
Entre 1830 e 1880, momento do liberalismo triunfante, havia, segundo Eric Hobsbawm, "três critérios que permitiam a um povo ser firmemente classificado como nação": 
1. "O primeiro destes critérios era sua associação histórica com um Estado existente ou com um Estado de passado recente e razoavelmente durável";
2. "o segundo critério era dado pela existência de uma elite cultural longamente estabelecida, que possuísse um vernáculo administrativo e literário escrito";
3. "o terceiro critério, que infelizmente precisa ser dito, era dado por uma provada capacidade para a conquista do poder” [5].

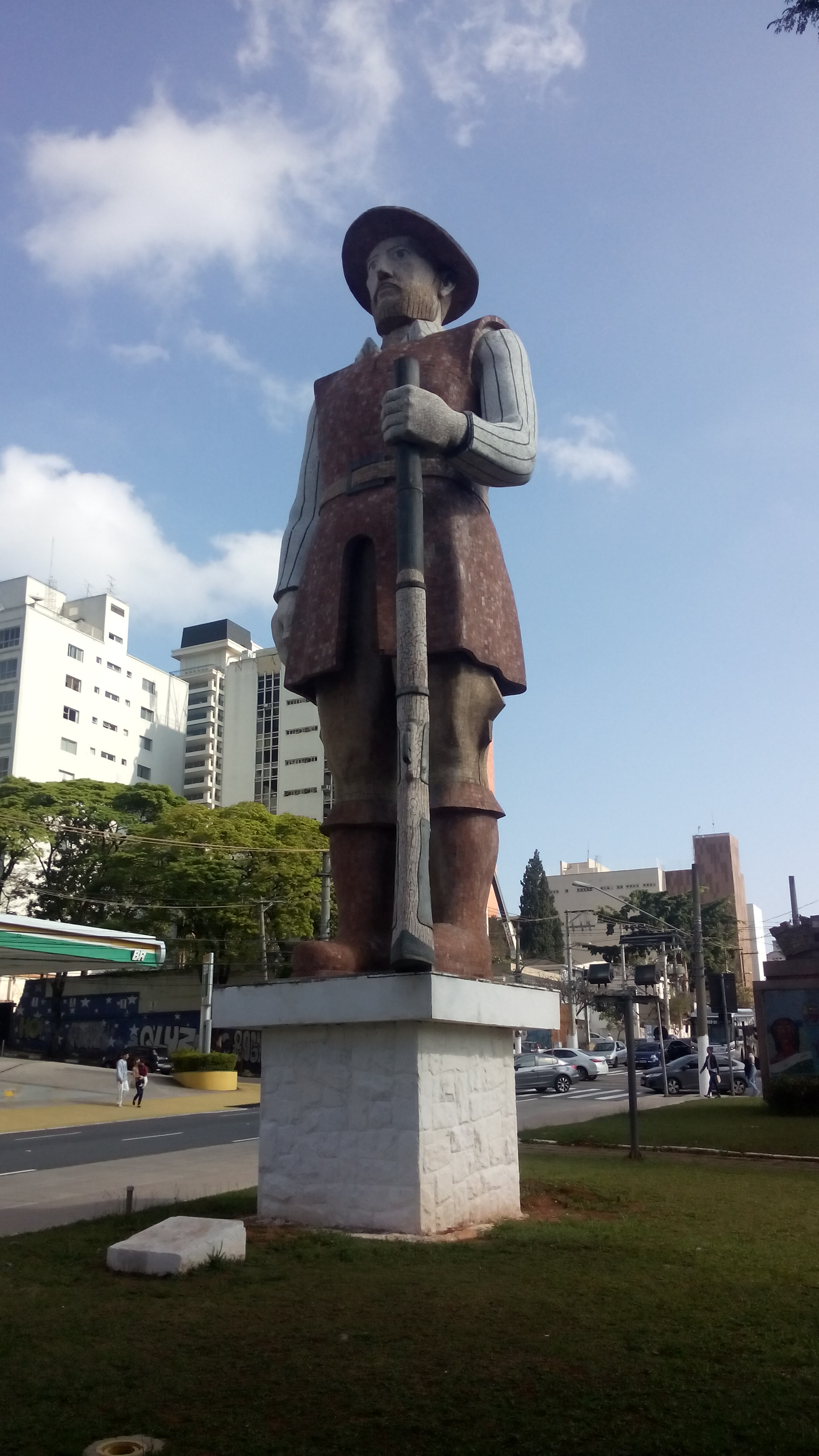
Em São Paulo, a estátua de Borba Gato foi incendiada por manifestantes, em 2021, a fim de questionar a figura do bandeirante como herói nacional.

Para se constituir uma nação era preciso, portanto, já haver um estado de fato, que possuísse uma língua e uma cultura comuns, além de demonstrar força militar. Foi em torno desses três pontos que se formaram as identidades nacionais europeias. A construção de uma identidade nacional passa, assim, por uma série de mediações que permitem a invenção de uma língua comum, uma história cujas raízes sejam as mais longínquas possíveis, um folclore, uma natureza (genética) particular, uma bandeira e outros símbolos oficiais ou populares. Os integrantes de cada comunidade são convidados a neles se reconhecer e a eles aderir.

## Mitos e memórias
A origem das identidades nacionais é construída a partir de mitos e memórias históricas comuns (coletivas, promovendo-se um sentimento de pertença a uma comunidade de semelhantes).

### Memória social

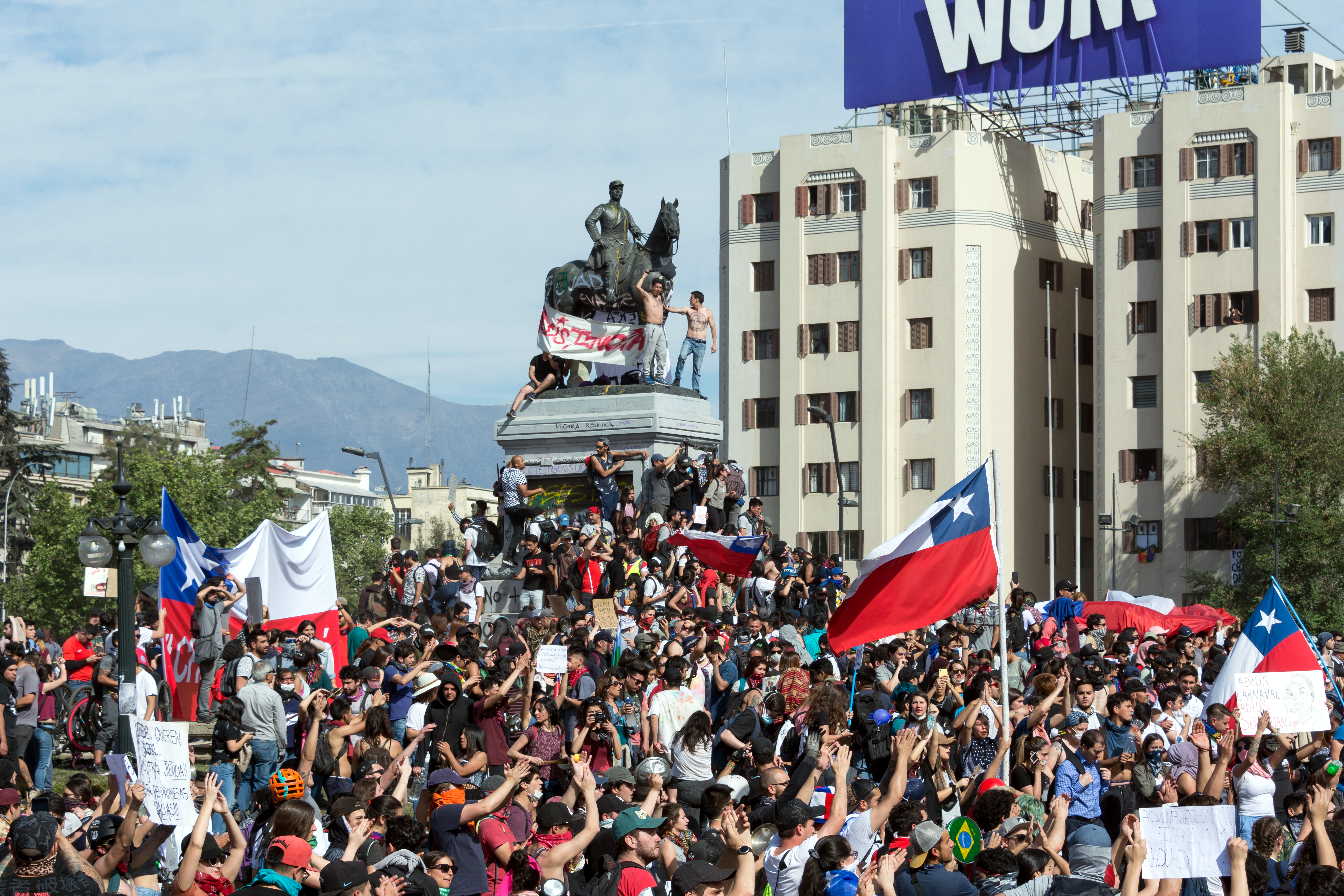
Nos protestos de 2019, no Chile, diversos monumentos também foram alvos de manifestações. Figuras de militares foram pintadas com dizeres que reivindicavam a identidade Mapuche no país.

A memória social faz parte da formação da identidade, pois a imagem que um país tem de seu passado, compartilhada ou silenciada por seus integrantes, influencia na imagem que ele tem de si mesmo no presente, e vice-versa. Nesse sentido, os historiadores acabam tendo um papel importante nesta construção. A partir dos questionamentos feitos pela população no presente, eles podem direcionar sua pesquisa para como esse tema era tratado no passado e, assim, muitas vezes, reconstruir uma visão de identidade.
Diversos pontos de referência (monumentos, personagens e datas históricas, paisagens, tradições e costumes) inserem a memória individual na memória coletiva. O que envolve um processo de seleção e negociação para que haja o máximo de pontos de contato entre as duas e sejam construídas sobre uma base comum. Assim, a memória coletiva fundamenta e reforça o sentimento de pertencimento, gerando coesão pela adesão afetiva e não pela coerção.

### A importância do mito

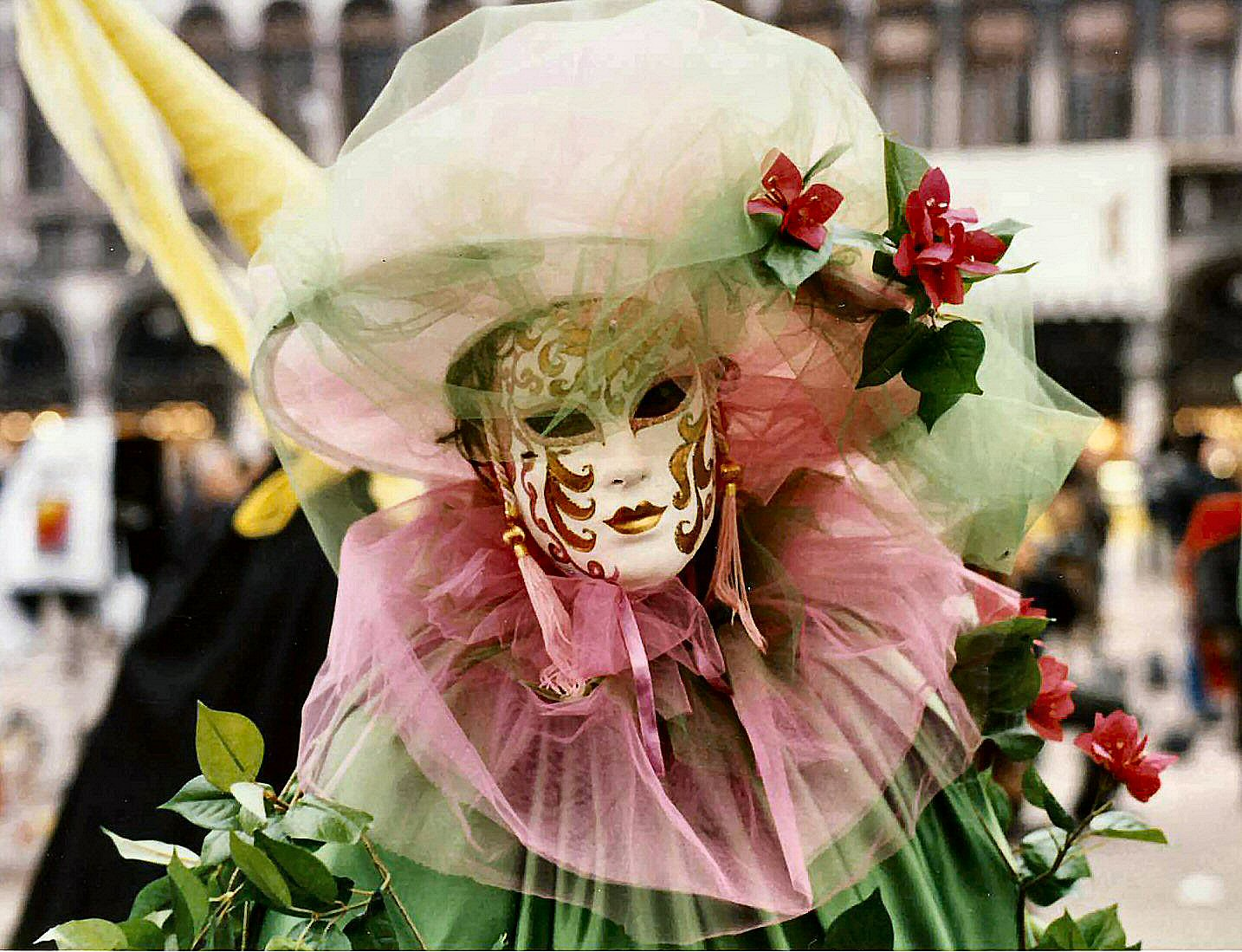
O Carnaval de Veneza, exemplo de tradição local.

O mito é uma forma de construção da identidade por meio de narrativas sobre a origem de uma comunidade. É uma produção histórica de como as pessoas, pertencentes a uma sociedade, querem ser vistas. Os florentinos contavam que Cesar fundara sua cidade de Florença, na Itália, querendo legitimar suas raízes nobres e romanas.
Por meio de rituais e celebrações a sociedade define-se, atuando a favor da unificação e diferenciação entre os de dentro e os de fora dela. Dessa forma, os mitos agem em favor da união por meio de hábitos comuns.

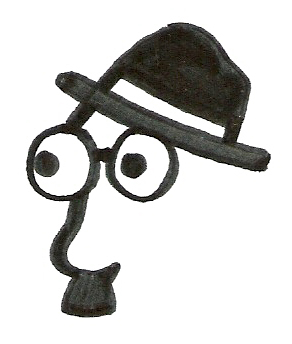
"Minha pátria é a língua portuguesa", Fernando Pessoa.

## Língua: laço social
A língua afirma a identidade cultural, simboliza a união de um grupo por ser uma forma simples e eficiente de solidariedade. Ela permite reconhecer membros da comunidade, diferenciar estrangeiros e transmitir tradições. Assim, pode ser vista como um dos pilares para a delimitação de uma nação. 
Um passo, que reflete um pensamento atual, dado nesse sentido é o plurinacionalismo. As constituições do Equador (2008) e da Bolívia (2009) apontam para um rompimento da ideia de desenvolvimento de uma nação como produto exclusivo do colonialismo. Ao considerar outras sociedades interculturais - como as indígenas, comunais, urbanas e camponesas - na construção de uma nação, o Estado assume uma outra perspectiva sobre quem são seus “sujeitos de direito” e adota jurisdições diversas para o tratamento com cada uma dessas comunidades em questão. Hoje, Equador e Bolívia, admitem dezenas de línguas oficiais, sendo o quíchua uma delas.
A Nova Filosofia da Linguagem realizou pesquisas sociolinguísticas nos séculos XVIII e XIX que confirmaram os laços entre língua e consciência de grupo, enfatizando como a primeira influencia seus usuários. Porém esta associação pode sofrer mudanças ao longo do tempo.

## Símbolo, empatia e preconceito

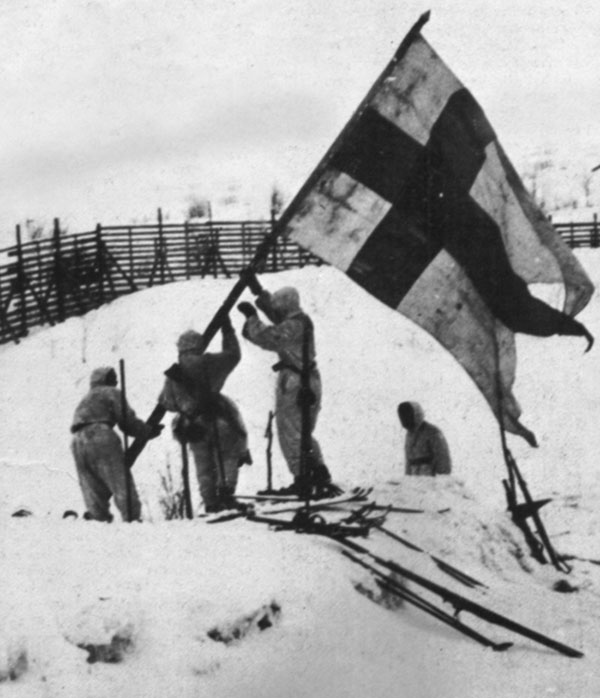
A bandeira nacional da Finlândia representando a vitória sobre os alemães na Guerra da Lapônia (1944-45).

Os símbolos são extremamente necessários para a compreensão humana do mundo. Quanto ao tema identidade nacional, existem duas formas de simplificação da realidade. A primeira são os símbolos pátrios propriamente ditos: cores das bandeiras, um herói nacional, um lema. Já a segunda são os estereótipos, tanto a caricatura de estrangeiros, como a que o próprio povo faz de si.
Os símbolos são importantes por que, a partir do momento em que os indivíduos de um determinado grupo assimilam o mesmo símbolo, eles compartilham uma identidade, passam a ter algo em comum. O próprio nome da nação pode ser um de união. Os estereótipos facilitam a diferenciação mental entre o self e os outros. Porém, acaba por segregar grupos humanos, a partir de um "narcisismo de pequenas diferenças" (termo de Freud). Mitos como o da existência de um "sangue especial", de um "povo escolhido" por Deus ou de uma "raça superior" suplantam a realidade de que todos fazemos parte de uma mesma espécie. Historicamente, ideias como essas são usadas para justificar o racismo, inflar discursos e projetar líderes políticos, como ocorreu no caso do fascismo e do nazismo.
É interessante também analisar a empatia humana a partir do ângulo da identidade nacional. Grupos unidos por uma identidade tendem a sentir maior empatia entre si do que pelo resto da humanidade. Em contrapartida, o estabelecimento dessas barreiras, supostamente abstratas, acaba por ocasionar na segregação de outros indivíduos, os quais não serão tidos como iguais e não serão tratados da mesma forma. A utilização de estereótipos torna a falta de sentimento de alteridade ainda mais nociva. A fronteira de grupo somada aos estereótipos pode levar ao preconceito e até a perseguições. 

A chegada de refugiados sírios e iraquianos na ilha de Lesbos, na Grécia (2015).

A respeito disso, tem sido discutida a diferença de tratamento dos refugiados ucranianos e dos refugiados do Oriente Médio na Europa. Ambos os territórios enfrentam guerras atualmente, apesar disso, talvez por uma identificação europeia o primeiro grupo tende a receber uma recepção acolhedora em contraste com as inúmeras dificuldades de imigração que enfrentou o segundo grupo.

## Identidade nacional e consolidação do Estado
A identidade nacional não é a única dentro do país. Existem outras formas de identidade cultural que rivalizam com ela e em alguns períodos da história foram até mais importantes. Elas dividem a nação em grupos menores, de acordo com a região, a etnia, a religião, o gênero, a classe social, a intelectualidade, ou qualquer outra característica pessoal que os indivíduos tenham em comum.

Mapa da África Colonial em 1913.
Bélgica
França
Alemanha
Grã-Bretanha
Itália
Portugal
Espanha
Estados independentes

Ao analisarmos por esta perspectiva notamos que a identidade nacional deve ser fortalecida para que haja uma maior efetividade na consolidação do Estado. Isso pode ser percebido, por exemplo, durante o século XIX, na formação dos Estados Nacionais na Europa, quando países como a Itália e a Alemanha, constituídos de várias províncias, enfim, unificaram-se. Era preciso a criação de uma consciência transregional para que a população se considerasse parte de um todo e não representante de subdivisões do território, podendo mais tarde se organizar em uma unidade política à parte.
Quando outras identidades têm mais força do que a nacional, surgem conflitos internos no país. Como exemplo, podemos citar os Bascos na Espanha, que não se consideram parte integrante da nação espanhola e possuem um movimento separatista, o ETA. Há também o caso de alguns países africanos que, ao terem suas fronteiras delimitadas por países europeus durante a Conferência de Berlim (1885) e a especificidade de cada um de seus povos ignorada, enfrentam guerras civis até hoje.

## Identidade nacional brasileira

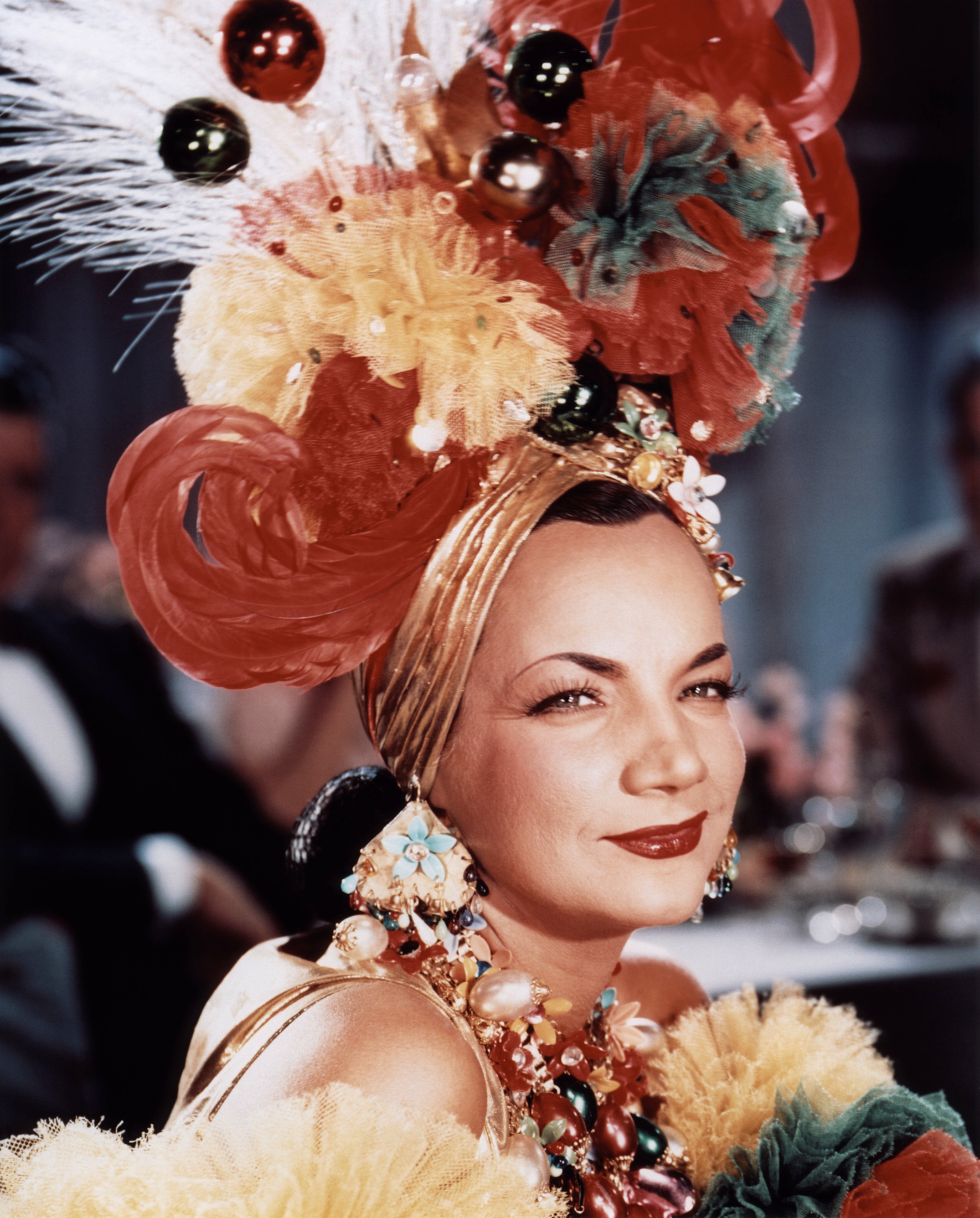
Na década de 1940, Carmen Miranda, simbolizava a identidade nacional brasileira escolhida para ser exportada ao mundo.

Pesquisa realizada nos anos de 2013 e 2018, sobre as preferências dos brasileiros sobre a federação, lança algumas luzes sobre a questão das identidades nacional e regional . Verificou-se que, de forma geral, os brasileiros se identificam tanto com seu estado quanto com a nação.  Adicionalmente, os cidadãos não indicam rejeição ao arranjo federativo, tampouco não há uma maioria a favor da descentralização, bem como é majoritária a preferência por políticas homogêneas em todo o território nacional.
A construção da identidade nacional brasileira teve início após a sua independência, em 1822. Para um país que, agora, não estaria mais subordinado às leis da Coroa portuguesa, seria estratégico criar uma identidade própria para preservar sua unidade territorial. Nesse sentido, foram produzidas diversas obras que exaltassem esse recém-nascido sentimento de ser brasileiro, como por exemplo, o livro, O Guarani, de José de Alencar.
A própria construção do Museu do Ipiranga, em 1895, na cidade de São Paulo tinha como objetivo servir como símbolo-monumento da independência do Brasil. O quadro “Independência ou morte!”, pintado por Pedro Américo em 1888 é uma das obras no Museu que reforça esse sentimento nacionalista. No quadro, a cena do grito da independência na colina do Ipiranga é retratada com dramaticidade e se apropria de elementos que outros pintores usavam para retratar cenas de batalha.
 

Em 1922, no centenário da independência, o então diretor do museu, Afonso Taunay, buscou ampliar o acervo da instituição a partir de uma curadoria que destacasse o papel de São Paulo na história do Brasil. Assim, investiu na figura do bandeirante para atribuir relevância ao estado, que, nesse período, vivia um processo de modernização em decorrência da produção cafeeira.  

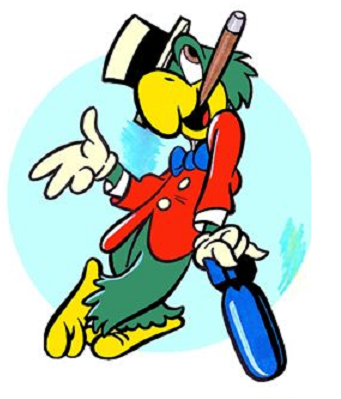
A criação de Zé Carioca, em 1940, pelos estúdios Disney, numa cooperação Estados Unidos-Brasil, funciona como um reforço da identidade nacional brasileira.

Nesse mesmo ano, ocorre a Semana de Arte Moderna no Theatro Municipal de São Paulo, que, entre outros aspectos, teve a intenção de apresentar uma ideia de arte tipicamente brasileira. Dentre seus efeitos, houve a criação de grupos como a Antropofagia e o Verde-Amarelismo. 

Getúlio Vargas pode ser considerado o líder de estado brasileiro que mais se empenhou na construção dessa identidade. Para além dos investimentos econômicos na criação de indústrias de base, como a Companhia Siderúrgica Nacional, que ajudou fortalecer a imagem de ascensão do país para os próprios brasileiros, o presidente investiu na exportação da cultura brasileira. Em especial, durante o período do Estado Novo (1937-1946) o governo se utilizou dos veículos midiáticos - como rádio, cinema, música popular - para repercutir a ideia de Estado e de cidadão brasileiro que estavam sendo construídas. Nessa ideia de nação, o samba foi o gênero musical e o futebol o esporte escolhido para representar o Brasil.